# Associazione Calcio Parabiago 1948-1949
Questa voce raccoglie le informazioni riguardanti l'Associazione Calcio Parabiago nelle competizioni ufficiali della stagione 1948-1949.

## Rosa
| N. |                   | Ruolo | Calciatore   |
| -- | ----------------- | ----- | ------------ |
|    | Italia (bandiera) | A     | Elio Binda   |
|    | Italia (bandiera) | A     | E. Borellini |
|    | Italia (bandiera) | C     | R. Borghi    |
|    | Italia (bandiera) | A     | F. Castelli  |
|    | Italia (bandiera) | C     | V. Chiari    |
|    | Italia (bandiera) | A     | S. Gallazzi  |
|    | Italia (bandiera) | C     | G. Gardini   |
|    | Italia (bandiera) | C     | O. Gardini   |

| N. |                   | Ruolo | Calciatore       |
| -- | ----------------- | ----- | ---------------- |
|    | Italia (bandiera) | C     | Gianni Marazzini |
|    | Italia (bandiera) | A     | G. Moiraghi      |
|    | Italia (bandiera) | C     | L. Moneta        |
|    | Italia (bandiera) | P     | F. Pessina       |
|    | Italia (bandiera) | D     | R. Simontacchi   |
|    | Italia (bandiera) | A     | A. Strazzari     |
|    | Italia (bandiera) | P     | L. Villa         |